# Aisi
Aisi ist eine osttimoresische Siedlung im Suco Tohumeta (Verwaltungsamt Laulara, Gemeinde Aileu).
Der Weiler Aisi liegt im Zentrum der Aldeia Acadiro auf einer Meereshöhe von 741 m. Es ist Teil der Siedlungsanhäufung, die das Dorf Tohumeta bildet, dessen Zentrum nordöstlich angrenzt. Östlich befindet sich der Weiler Beraulo und etwas abgetrennt im Westen der Weiler Bocolelo.